# Maison Capelle
La maison Capelle est une maison située en France sur la commune d'Aurillac (Cantal), en région Auvergne-Rhône-Alpes.

## Localisation
Le monument se trouve 20 rue Vermenouze.

## Historique
La maison date du XVe siècle.

### Protection
La porte d'entrée est inscrite au titre des monuments historiques par arrêté du 30 avril 1946.

## Description
Elle comporte une porte gothique moulurée, surmontée d’un tympan en accolade, vestige d’un décor aujourd’hui disparu.